# Cupa României 1962-1963
La Cupa României 1962-1963 è stata la 25ª edizione della coppa nazionale disputata tra il 21 marzo e il 7 giugno 1963 e conclusa con la vittoria del Petrolul Ploiești, al suo primo titolo.

## Sedicesimi di finale
Gli incontri si sono disputati il 10 aprile 1963. Il Siderurgistul Galați vince 3-0 a tavolino e passa il turno per avvenuto scioglimento del club avversario.
| Squadra 1             | Risultato | Squadra 2           |
| --------------------- | --------- | ------------------- |
| Minerul Baia Mare     | 2 - 0     | Crișana Oradea      |
| Metalul București     | 0 - 2 dts | Petrolul Ploiești   |
| Ind. Sârmei C.Turzii  | 1 - 0     | Arieșul Turda       |
| Știința Craiova       | 3 - 1     | UTA Arad            |
| AS Cugir              | 4 - 2     | Minerul Lupeni      |
| Știința Galați        | 0 - 3     | Dinamo Bacău        |
| IMU Medgidia          | 0 - 3     | Rapid Bucarest      |
| Gaz metan Mediaș      | 2 - 1     | Steagul Roșu Brașov |
| Ceahlăul Piatra-Neamț | 0 - 3     | CSMS Iași           |
| Dinamo Pitești        | 1 - 1     | Progresul București |
| Prahova Ploiești      | 1 - 0     | Farul Constanța     |
| CSM Reșița            | 0 - 2     | Știința Timișoara   |
| CFR Roșiori           | 1 - 3     | Dinamo Bucarest     |
| ASMD Satu-Mare        | 2 - 0     | Știința Cluj        |
| Carpați Sinaia        | 1 - 2     | Steaua Bucarest     |
| Siderurgistul Galați  | 3 - 0     | Viitorul București  |

## Ottavi di finale
Gli incontri si sono disputati tra il 15 maggio e il 27 giugno 1963.
| Squadra 1            | Risultato | Squadra 2                 |
| -------------------- | --------- | ------------------------- |
| Dinamo Bucarest      | 6 - 5     | Dinamo Bacău              |
| Progresul București  | 3 - 2 dts | Gaz metan Mediaș          |
| CSMS Iași            | 3 - 1 dts | ASMD Satu-Mare            |
| Minerul Baia Mare    | 2 - 0     | Știința Craiova           |
| Petrolul Ploiești    | 3 - 1 dts | Prahova Ploiești          |
| Știința Timișoara    | 4 - 0     | AS Cugir                  |
| Siderurgistul Galați | 2 - 1     | Industria Sârmei C.Turzii |
| Steaua Bucarest      | 7 - 2     | Rapid Bucarest            |

## Quarti di finale
Gli incontri si sono disputati tra il 27 giugno e il 4 luglio 1963. Il match Progresul București - Siderurgistul Galați, terminato 1-1 dopo i tempi supplementari è stato rigiocato il giorno successivo ed è terminato ancora in parità, 2-2. Passa il turno la squadra di Galați perché aveva l'età media dei giocatori più bassa, 24,9 anni contro i 26,6 degli avversari.
| Squadra 1           | Risultato | Squadra 2            |
| ------------------- | --------- | -------------------- |
| Petrolul Ploiești   | 2 - 0     | Dinamo Bucarest      |
| Progresul București | 2 - 2     | Siderurgistul Galați |
| CSMS Iași           | 3 - 1     | Știința Timișoara    |
| Steaua Bucarest     | 4 - 0     | Minerul Baia Mare    |

## Semifinali
Gli incontri si sono disputati il 10 e 11 luglio 1963. Il match Siderurgistul Galați - CSMS Iași, terminato 3-3 dopo i tempi supplementari è stato rigiocato il giorno successivo.
| Squadra 1            | Risultato | Squadra 2       |
| -------------------- | --------- | --------------- |
| Petrolul Ploiești    | 2 - 0     | Steaua Bucarest |
| Siderurgistul Galați | 5 - 1     | CSMS Iași       |

## Finale
La finale venne disputata 1l 21 luglio 1963 a Bucarest.
| Arbitro: | Mircea Cruţescu (Bucarest) |

|                                                                            |           |                    |
| Anton Munteanu 14’ Mircea Dridea 30’ 69’ 77’ Constantin Moldoveanu 35’ 49’ | Marcatori | 10’ Adrian Zgardan |